# Tanjung Raya (Belitang)
Tanjung Raya is een bestuurslaag in het regentschap Ogan Komering Ulu van de provincie Zuid-Sumatra, Indonesië. Tanjung Raya telt 1249 inwoners (volkstelling 2010).